# Никокреон
Никокреон, также Никокреонт (др.-греч. Nικoκρέων) — царь Саламина на Кипре 332/331—311/310 годов до н. э.
Никокреон принадлежал к царскому роду, который длительное время правил Саламином. Впервые Никокреон упомянут в связи с организацией театрального представления перед Александром Македонским. Античные авторы передают конфликт между Никокреоном и придворным философом македонского царя Анаксархом. Правитель Саламина затаил обиду за нанесённое во время пира оскорбление и уже после смерти Александра приказал казнить философа с особой жестокостью.
После смерти Александра Македонского во время войн диадохов Никокреон поддерживал правителя Египта Птолемея. За это он получал военную помощь, а также захваченные с помощью египтян полисы на Кипре. После смерти кипрские владения Никокреона перешли к брату Птолемея Менелаю. По одной из версий, именно Менелай вынудил Никокреона покончить жизнь самоубийством.

## Биография

### Происхождение. Участие в походах Александра
Никокреон родился в семье царя Саламина на Кипре Пнитагора. Он принадлежал к царскому роду, который на протяжении нескольких веков правил Саламином. Цари из рода Тевкридов, к которым принадлежали Пнитагор и Никокреон, возводили свой род к мифологическим героям Тевкру и Темену, что вписывало их в общую генеалогию с македонскими царями из рода Аргеадов, в том числе и Александром Македонским.
В 332/331 году до н. э. Никокреон наследовал власть в городе. Впервые в античных источниках он упомянут в связи с событиями 332/331 года до н. э. Когда Александр Македонский возвратился из Египта в Финикию, он устроил состязания киклических и трагических актёров. Хорегами выступили кипрские цари. Согласно Плутарху, наиболее упорная борьба шла между протеже Никокреона Фессалом и Афинодором, выступление которого оплачивал царь Сол Пасикрат. Хоть Александр Македонский желал победы Фессалу, актёр по результатам голосования проиграл Афинодору.
Возможно, Никокреон участвовал в походах Александра Македонского. При описании македонского флота, который по приказу Александра в 326 году до н. э. построили на Гидаспе, Арриан упомянул «Нитафона, сына Пнитагора, из Саламина». Ф. Штеелин считал, что Арриан при описании битвы при Гидаспе ошибся в передаче имени и назвал Никокреона Нитафоном, сыном Пнитагора. По другой версии, Нитафон был младшим братом Никокреона. В. Хеккель не исключал, что Нитафон был старшим сыном Пнитагора, которого саламинский царь был вынужден отправить к Александру. Соответственно, после скорой смерти Пнитагора царём стал младший сын Никокреон, который остался в родном городе.
Античная традиция передаёт конфликт между Никокреоном и придворным философом Александра Анаксархом. Так, на одном из пиров македонский царь спросил о том, понравились ли философу угощения. Анаксарх ответил: «Все великолепно, царь, только надо бы ещё подать голову одного сатрапа» — намекая на присутствующего на пиру Никокреона. Впоследствии, уже после смерти Александра Македонского, около 320 года до н. э. Анаксарх попал на Кипр, где был схвачен людьми Никокреона и казнён. Античные источники связывают смерть Анаксарха с местью царя философу за нанесенное при дворе Александра оскорбление. Античные источники приводят три версии казни. Согласно Диогену Лаэртскому, Никокреон приказал истолочь Анаксарха в ступе, на что философ сказал: «Толки, толки Анаксархову шкуру — Анаксарха тебе не истолочь!» Цицерон писал, что «кипрский тиран» приказал изрубить философа. Согласно Валерию Максиму, Никокреон пытал философа и пригрозил отрезать ему язык. После этого Анаксарх сам откусил себе язык и выплюнул в Никокреона.
Диоген Лаэртский описывает ещё одну историю, когда Никокреон был готов казнить другого философа Менедема. Когда Никокреон пригласил Менедема с другими философами на некий ежемесячный праздник, то получил ответ: «Если такие сборища — благо, то праздновать надо ежедневно; если нет — то не надо и сегодня». Никокреон ответил, что лишь этот день у него свободен для занятий философией. Менедем парировал, что философией следует заниматься ежедневно. Философ, согласно Диогену Лаэртскому, был близок к тому, чтобы повторить судьбу Анаксарха, однако некий флейтист помог ему бежать.

### Участие в войнах диадохов
После гибели Александра Македонского Никокреон участвовал в войнах диадохов на стороне правителя Египта Птолемея. В 321/320 году до н. э., во время Первой войны диадохов, он поддержал Птолемея в его войне с регентом Македонской империи Пердиккой. В 315/314 году до н. э., с началом Третьей войны диадохов, Никокреон остался верен Птолемею, в то время как цари кипрских городов Китиона, Кирении, Лапитоса и Мариона заключили между собой союз и поддержали Антигона.
Тогда Птолемей отправил на Кипр экспедицию во главе со своим братом Менелаем, которая включала 100 кораблей под командованием наварха Поликлета и 10 тысяч воинов под командованием Мирмидона. На Кипре состоялся военный совет, на котором присутствовал также командующий египетским флотом Селевк. Военачальники приняли решение разделить силы: Поликлет с пятьюдесятью кораблями отправился на Пелопоннес, а Мирмидон со своими наёмниками — в Карию. Селевк и Менелай остались на Кипре, чтобы помочь Никокреону.
К 312 году до н. э. войска Птолемея, при помощи Никокреона, завоевали лояльные Антигону полисы. Птолемей, согласно Диодору Сицилийскому, назначил Никокреона «стратегом Кипра» и присоединил к его владениям территории захваченных городов. Предположительно, к этому времени относится внедрение на Кипре культа Сераписа, о чём свидетельствует приведенный у Макробия оракул от имени божества Никокреону. Внешняя политика Никокреона не ограничивалась Египтом. Его статуя была установлена в Аргосе, также он жертвовал большие суммы храму Аполлона на Делосе. В Эпидавре сохранилась стихотворная надпись Никокреона, в которой говорится о происхождении династии Тевкридов из «пеласгического Аргоса». В самом Саламине была организована чеканка монет с легендами «BA» и «NI».
Паросская хроника сообщает, что Никокреон умер во время архонтства Симонида (311—310 годы до н. э.). Учитывая, что Никокреон умер примерно в то же время, когда и покончил с собой последний царь Пафоса Никокл, в историографии существует мнение, что античные авторы могли спутать двух кипрских царей. Антиковед Хельга Геше резко критиковала эту версию. Исследователь ван Оппен, называя доводы Геше «разумными», предположил, что если ошибка и произошла, то не у Диодора и Полиэна, а в некоем первичном для них источнике. Как бы то ни было, после смерти Никокреона царём Саламина стал брат Птолемея Менелай, что подтверждается чеканкой монет с его именем. Диодор при описании событий этого времени называет Менелая «стратегом». В этом случае античный историк воспринимал киприотских правителей, как подчинённых Птолемею лиц. По мнению Р. Багналла, не вызывает сомнений, что, вне зависимости от официального титула, Менелай командовал войсками Птолемея на Кипре как до, так и после смерти Никокреона.
Афиней приводит фрагмент из комедии Махона, где женой Никокреона названа Аксиотея. Современные историки считают, что в тексте ошибка, а Аксиотея была женой царя Никокла.
В 1965—1966 годах были проведены археологические раскопки саламинского некрополя. По одной из версий, во время работ был обнаружен погребальный памятник Никокреона.

### Исследования
- Евдокимов П. А. Возвращение в Саламин... Международная научная конференция "Саламин на Кипре: история и археология с древнейших времен до поздней античности" (Никосия, 21-23 мая 2015 г.) // Вестник древней истории. — 2017. — Т. 77, № 2. — С. 249—254. — ISSN 0321-0391.
- Bagnall R. S. Menelaos, son of Lagos // The Administration of the Ptolomaic Possessions Outside Egypt: With 3 Maps (англ.). — Leiden: E. J. Brill, 1976. — ISBN 90-04-04490-6.
- Berve H. Das Alexanderreich auf prosopographischer Grundlage (нем.). — München: C. H. Beck`sche Verlagsbuchhandlung, 1926. — Vol. 2.
- Billows R. Antigonos the One-eyed and the Creation of the Hellenistic State (англ.). — Berkeley; Los Angeles; London: University of California Press, 1997. — ISBN 0-520-06378-3.
- Gesche H.[нем.]. Nikokles von Paphos und Nikokreon von Salamis (нем.). — 1974. — Bd. 4. — S. 103—125. — doi:10.34780/8hk3-6c9d.
- Heckel W. Who's Who in the Age of Alexander and his Successors. From Chaironea to Ipsos (338—301 BC) (англ.). — Barnsley: Greenhill Books, 2021. — 554 p. — ISBN 978-1-78438-648-1.
- van Oppen de Ruiter, Branko Fredde. The Marriage of Eirene and Eunostus of Soli. An Episode in the Age of the Successors :  [англ.] // Athenaeum: Studi Periodici di Letteratura e Storia dell'antichità. — 2015. — № 2. — С. 458—476.
- Stähelin F[нем.]. Nikokreon 2 // Paulys Realencyclopädie der classischen Altertumswissenschaft :  [нем.] / Georg Wissowa. — Stuttgart : J. B. Metzler’sche Verlagsbuchhandlung, 1936. — Bd. XVII, 1. — Kol. 357—359.